# Henry Steele Commager
Henry Steele Commager, all'anagrafe Henry Irving Commager (Pittsburgh, 25 ottobre 1902 – Amherst, 2 marzo 1998), è stato uno storico statunitense.
Ha contribuito a definire il liberalismo moderno negli Stati Uniti per due generazioni, attraverso i suoi quaranta libri, 700 saggi e recensioni.